# 茶売町
茶売町（ちゃうりまち）は福岡県北九州市八幡西区の町。住居表示実施済み。郵便番号は806-0069。

## 地理
八幡西区の中央部に位置し、北に小鷺田町、北東に幸神、東に京良城町、南東に別当町、南から西に別所町と接する。

## 地域の特徴
町域の東縁に沿って国道200号が南北に走る。起伏のある地形で、国道沿いには自動車販売店、カー用品店、飲食店等が立ち並ぶが他は住宅地。市営茶売団地がある。

## 歴史
国道200号沿いの地域はかつては山であったが、昭和30年代にセメント会社の採土が行われた。昭和40年代に分譲アパートが建ち始めて住宅団地となり、同52年には市営茶売団地が完成した。

### 地名の由来
大字熊手の字茶売より。

### 沿革
- 1973年（昭和48年）6月1日 - 茶売町新設[5]。
- 1974年（昭和49年）4月1日 - 八幡区が八幡西区と八幡東区に分かれ、八幡区茶売町は八幡西区茶売町となる[6]。

### 町名の変遷
| 実施内容          | 実施年月日               | 実施後 | 実施前         |
| ----------------- | ------------------------ | ------ | -------------- |
| 町名新設 住居表示 | 1973年（昭和48年）6月1日 | 茶売町 | 大字熊手の一部 |

## 世帯数と人口
2025年（令和7年）3月31日現在（北九州市発表）の世帯数と人口は以下の通りである。
| 町     | 世帯数  | 人口  |
| ------ | ------- | ----- |
| 茶売町 | 433世帯 | 727人 |

### 人口の変遷
国勢調査による人口の推移。
| 1995年（平成7年）  | 1,317人 | [ 8 ]  |  |
| 2000年（平成12年） | 1,271人 | [ 9 ]  |  |
| 2005年（平成17年） | 1,084人 | [ 10 ] |  |
| 2010年（平成22年） | 965人   | [ 11 ] |  |
| 2015年（平成27年） | 898人   | [ 12 ] |  |
| 2020年（令和2年）  | 803人   | [ 13 ] |  |

### 世帯数の変遷
国勢調査による世帯数の推移。
| 1995年（平成7年）  | 488世帯 | [ 8 ]  |  |
| 2000年（平成12年） | 498世帯 | [ 9 ]  |  |
| 2005年（平成17年） | 458世帯 | [ 10 ] |  |
| 2010年（平成22年） | 444世帯 | [ 11 ] |  |
| 2015年（平成27年） | 454世帯 | [ 12 ] |  |
| 2020年（令和2年）  | 424世帯 | [ 13 ] |  |

## 学区
市立小・中学校に通う場合、学区は以下の通りとなる。
| 町     | 街区 | 小学校               | 中学校               |
| ------ | ---- | -------------------- | -------------------- |
| 茶売町 | 全域 | 北九州市立熊西小学校 | 北九州市立引野中学校 |

## 交通

### バス
域内のバス停と系統は以下のとおりである。
| 運行事業者 | 運行事業者 | 西鉄バス北九州 | 西鉄バス北九州 | 西鉄バス北九州 | 西鉄バス北九州 | 西鉄バス北九州 |
| 系統       | 系統       | 40             | 41             | 53             | 75             | 76             |
| 停留所     | 京良城     | ○              | ○              | ○              | ○              | ○              |

### 道路
- 国道200号

## 施設

### 商業施設
- エフコープ くらしHOT館 京良城店

### 公営住宅
- 市営茶売団地

### 公園
- 茶売公園
- 茶売団地公園